# هكتور ماكدونالد
هكتور ماكدونالد هو محامي وقاضي (وحمل سابقاً جنسية رودسيا)، ولد في 3 نوفمبر 1915، وتوفي في 30 يناير 2011.